# Batalla de Tafila
La batalla de Tafila fue una batalla que ocurríó entre las fuerzas turcas otomanas y las fuerzas de la Rebelión árabe el 25 de enero de 1918 cerca de la ciudad de Tafila. En ella los turcos fueron derrotados. Durante la batalla su comandante Hamid Fakhri murió.

## Preludio
El rápido avance de las fuerzas de Allenby en Palestina a finales de 1917 presionó a las fuerzas árabes hachemitas para que avanzaran hacia el norte desde Áqaba para ayudar a proteger y aliviar la presión sobre el flanco derecho de Allenby. Una fuerza de unos 600 soldados se aglutinaron para ese propósito. Bajo el mando del hermano menor de Feisal, Zayd, y acompañados por T. E. Lawrence (Lawrence de Arabia), pasaron por alto Ma'an y entraron en la ciudad de Tafila el 15 de enero, en lo que esperaban que fuera el primer paso para asegurar las tierras altas al este del Mar Muerto. Cuando eso ocurrió, la guarnición local desertó el bando otomano y unió fuerzas con los hachemitas. De esa manera aumentó su fuerza en aproximadamente dos tercios.

## La batalla
Como reacción los turcos enviaron un nuevo destacamento, de unos mil hombres, para expulsar a los hachemitas y castigar la ciudad por su deserción, y se enfrentaron por primera vez a los árabes en la tarde del 24. Finalmente, en la mañana del 25 de enero, lanzaron su ataque general comenzando así la batalla. Un intenso fuego turco obligó a los árabes, superados en número, a abandonar una colina al este de la ciudad, que luego ocuparon los turcos. 
Sin embargo, los árabes, coordinados por T. E. Lawrence, sabían exactamente qué tan atrás habían caído y pudieron apuntar rápidamente sus armas hacia la cresta que acababan de abandonar, causando numerosas bajas a los turcos. Mientras tanto, otros destacamentos árabes flanquearon las posiciones turcas en ambos lados. Alrededor de 200 prisioneros de guerra fueron capturados y la mayor parte del resto de la fuerza turca murió o resultó herida. La mayoría de estos últimos murieron porque los árabes no les brindaron asistencia médica. Los restantes turcos, pocos en número, huyeron de forma desorganizada.

## Consecuencias
Las fuerzas turcas en la zona pronto abandonaron Kerak hacia el norte y retrocedieron hasta Amán. También perdieron el control del Mar Muerto. Sin embargo, todavía mantenían una presencia a lo largo del ferrocarril de Amán a Ma'an y puntos al sur, por lo que la presencia árabe en la zona no sería realmente segura hasta dentro de unos pocos meses.
Finalmente la victoria también protegió el flanco derecho de Allenby, lo que le permitió hacer planes para avanzar hacia el norte y el este desde el frente palestino y llevarlos a cabo, mientras que Lawrence fue ascendido a teniente coronel por su actuación en ella.